# 伊東祐之 (飫肥藩主)
伊東 祐之（いとう すけゆき）は、江戸時代中期の大名。日向国飫肥藩7代藩主。

## 略歴
第6代藩主・伊東祐永の9男として江戸藩邸にて生まれた。元文4年（1739年）、父の死去により家督を継ぐ。この頃の藩政では、荒川稲や町人による渡船・踊興行などが広まったと言われている。寛保2年（1742年）、江戸で発生した寛保二年江戸洪水にて、西国大名の手伝い普請に参加した。
延享元年（1744年）9月2日、18歳で死去した。嗣子が無く、庶兄・祐隆が家督を継いだ。

## 系譜
父母
- 伊東祐永（父）
- 伊東祐実の養女 ー 伊東祐崇の娘（母）

養子
- 伊東祐隆 ー 実兄